# Kajew (województwo wielkopolskie)
Kajew – wieś w Polsce położona w województwie wielkopolskim, w powiecie pleszewskim, w gminie Gołuchów.
W latach 1975–1998 miejscowość administracyjnie należała do województwa kaliskiego.
W 2011 roku wieś liczyła 285 mieszkańców.